# 伊达姆·哈立德
伊达姆·哈立德（1921年8月27日—2010年7月11日）通常简称哈立德，是已故印度尼西亚宗教人物和政治家，穆斯林。他曾在印尼内阁中担任多个部长以及副总理的职位，还曾任伊斯蘭教士聯合會主席、立法机构人民协商会议主席和人民代表会议议长，逝世后被追授印度尼西亚民族英雄。
2016年印度尼西亞銀行發行的5,000印尼盾鈔票印有哈立德的肖像。